# Fingerringsäge

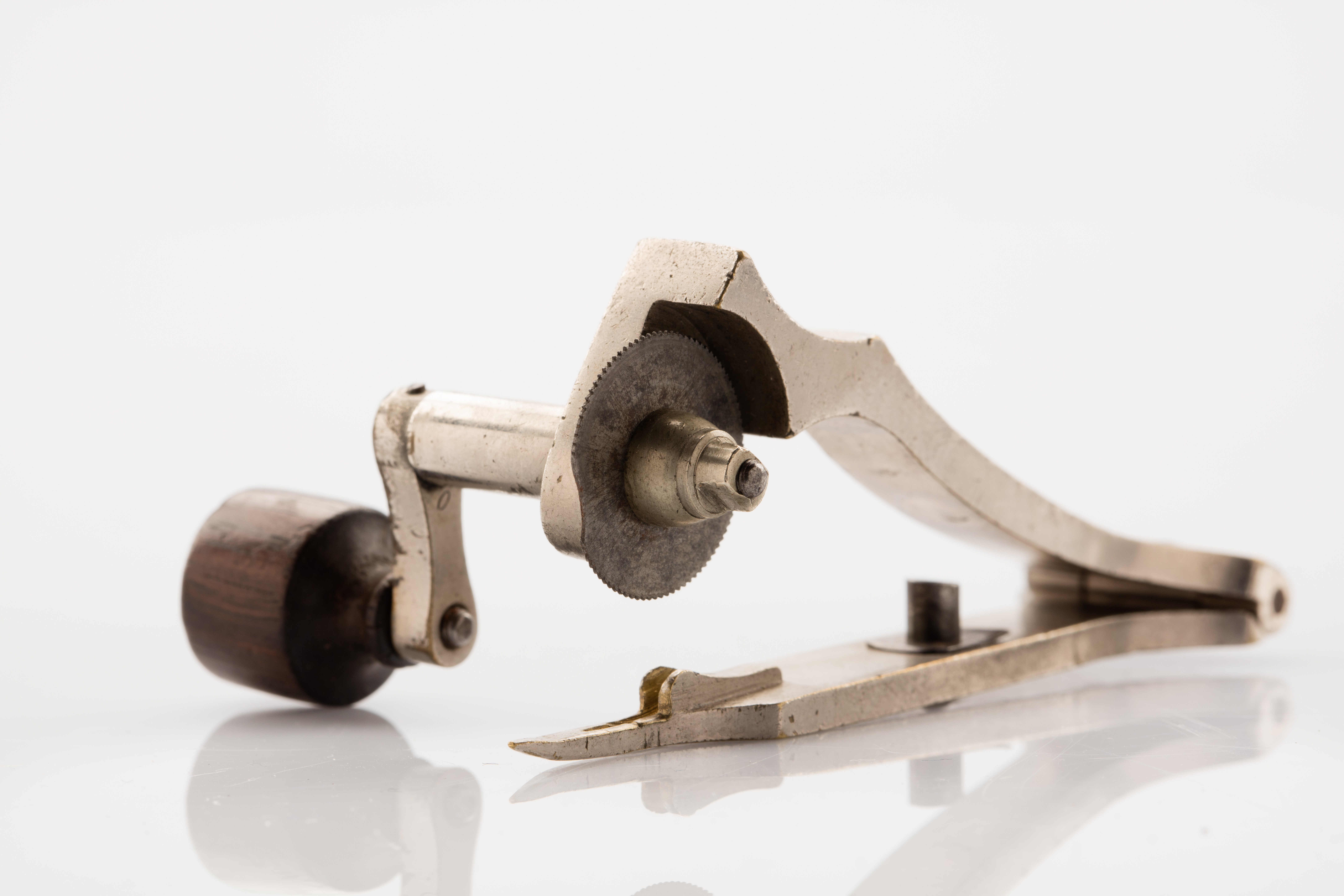
Historische Fingerringsäge, um 1920

Eine Fingerringsäge (technisch auch Ringsägezange) ist ein medizinisches Instrument zur Entfernung von Finger- oder Zehenringen, wenn diese aufgrund von Schwellungen oder Verletzungen nicht mehr abgezogen werden können. Der Ring wird hierbei durch Durchtrennung zerstört und danach aufgebogen.
Mit Hilfe der Fingerringsäge können Ringe aus Metallen und Kunststoffen leicht und einfach, ohne Verletzungsgefahr direkt am Finger durchtrennt werden. Das Unterteil des Instrumentes besteht aus einem leicht gebogenen Bügel, der zwischen Ring und Finger geschoben wird. Das runde Sägeblatt lässt sich bei den meisten Modellen mit einem großen Flügelhebel drehen. Bei ausreichend niedriger Drehzahl kann die Reibungswärme so zügig abgeführt werden, dass Hitzeverletzungen vermieden werden. Für Edelstahl und Titan oder Edelmetalle wie Gold und Silber werden Sägeblätter unterschiedlicher Zahnteilungen verwendet. Das Durchtrennen eines Ringes aus Edelstahl dauert in der Regel je nach Stärke nur ein bis zwei Minuten.
Ringe aus Wolframcarbid lassen sich aufgrund ihrer Härte mit einer Fingerringsäge nicht durchtrennen. Diese können im Notfall jedoch mit einer Feststellzange gebrochen werden. Hierbei ist ein Schutz vor den umherfliegenden Splittern erforderlich.

## Trivia
Im Vorspann der Krimiserie Crossing Jordan – Pathologin mit Profil wurde ab der 2. Staffel neben anderen medizinischen Gerätschaften auch eine Fingerringsäge in einer Wolke aus Blut dargestellt. Hierdurch wurde der Eindruck erweckt, es handele sich um ein Instrument zur Obduktion.